# Oligella intermedia
Oligella intermedia är en skalbaggsart som beskrevs av Claude Besuchet 1971. Oligella intermedia ingår i släktet Oligella, och familjen fjädervingar. Arten är reproducerande i Sverige.